# Campo de concentração de Janowska
O campo de concentração de Janowska (polonês: Janowska, russo: Янов ou "Yanov", ucraniano: Янівський табір) foi um campo de concentração nazista alemão que combinou elementos de campos de trabalho, trânsito e extermínio. Foi estabelecido em setembro de 1941 nos arredores de Lwów, no que se tornou, após a invasão alemã, o Governo Geral (hoje: Lviv, Ucrânia). O campo foi nomeado após a rua vizinha Janowska em Lwów da Segunda República Polonesa entre guerras.
Os alemães liquidaram o campo em novembro de 1943, com as evidências de assassinato em massa sendo amplamente destruídas no programa nazista de Sonderaktion 1005. Estimativas colocam o número total de prisioneiros que passaram pelo campo de Janowska entre 100 000 e 120 000, a maioria judeus poloneses e soviéticos. O número de vítimas assassinadas no campo é estimado em 35 000-40 000.

## Tango da Morte
No campo de concentração de Janowska, os alemães conduziram torturas e execuções com música. Os membros da orquestra, presos do campo, eram obrigados a tocar sempre a mesma melodia, "Tango da Morte". Antes da guerra, os músicos judeus do Teatro Municipal de Lwów estavam entre os membros. Simon Wiesenthal afirmou que as letras do "Tango da Morte" foram escritas por Emanuel Szlechter, prisioneiro do campo e escritor de letras de várias canções polonesas de sucesso pré-guerra.
Durante os enforcamentos, os alemães ordenaram que a orquestra tocasse tango, e durante as torturas, os músicos tinham que tocar foxtrot. Algumas noites, os músicos da orquestra eram obrigados a tocar sob as janelas do comandante do acampamento por horas a fio.
Na véspera da libertação de Lwów, os alemães ordenaram que 40 músicos de orquestra formassem um círculo. Os seguranças ficaram ao redor dos músicos com força e ordenaram que eles tocassem. Primeiro, o maestro da orquestra, Jakub Mund, foi executado. Em seguida, o comandante alemão ordenou que os músicos chegassem ao centro do círculo, um a um, colocassem seus instrumentos no chão e se despissem, após o que foram assassinados com um tiro na cabeça.
Uma foto dos músicos da orquestra foi um dos documentos incriminatórios no julgamento de Nuremberg.
A história de Jakub Mund é descrita no livro chamado Tango da Morte.

## Presos notáveis
Fontes:
- Maurycy Allerhand, advogado polonês
- Adolf Beck, fisiologista polonês
- Janina Hescheles (mais tarde Altman), química e escritora polaco-israelita
- Rabi Yisroel Spira, Grão-Rabino de Bluzev (Błażowa)
- Emanuel Szlechter, roteirista e letrista polonês
- William Ungar, fundador da National Envelope Corporation
- Debora Vogel, filósofa e poetisa polonesa
- Simon Wiesenthal, mais tarde caçador de nazistas